# Kiyomi Kato
Kiyomi Kato (Hokaido, Japón, 8 de marzo de 1948) es un deportista japonés retirado especialista en lucha libre olímpica donde llegó a ser campeón olímpico en Múnich 1972.

## Carrera deportiva
En los Juegos Olímpicos de 1972 celebrados en Múnich ganó la medalla de oro en lucha libre olímpica de pesos de hasta 52 kg, por delante del soviético Arsen Alakhverdiyev (plata) y del norcoreano Kim Gwong-Hyong (bronce).